# スレンバン駅
- スレンバン駅
- スルンバン駅

- スルンバン駅
- スレンバン駅

スルンバン駅（スルンバンえき、マレー語:Stesen Keretapi Seremban）はマレーシアのヌグリ・スンビラン州の州都スルンバンにある、マレー鉄道の駅。
ウエスト・コースト線とポート・ディクソン支線（貨物列車のみ）の分岐駅で、KTMインターシティ全列車とKTMコミューター（スレンバン線）が停車する。

## 歴史
- 1890年5月6日 - 駅開業。（スルンバン～ポート・ディクソン間の開通に伴う）
- 1995年12月18日 - KTMコミューターが乗り入れ開始。
- 2008年 - ポート・ディクソン支線の石油貨物輸送を停止[1]。

## 駅構造

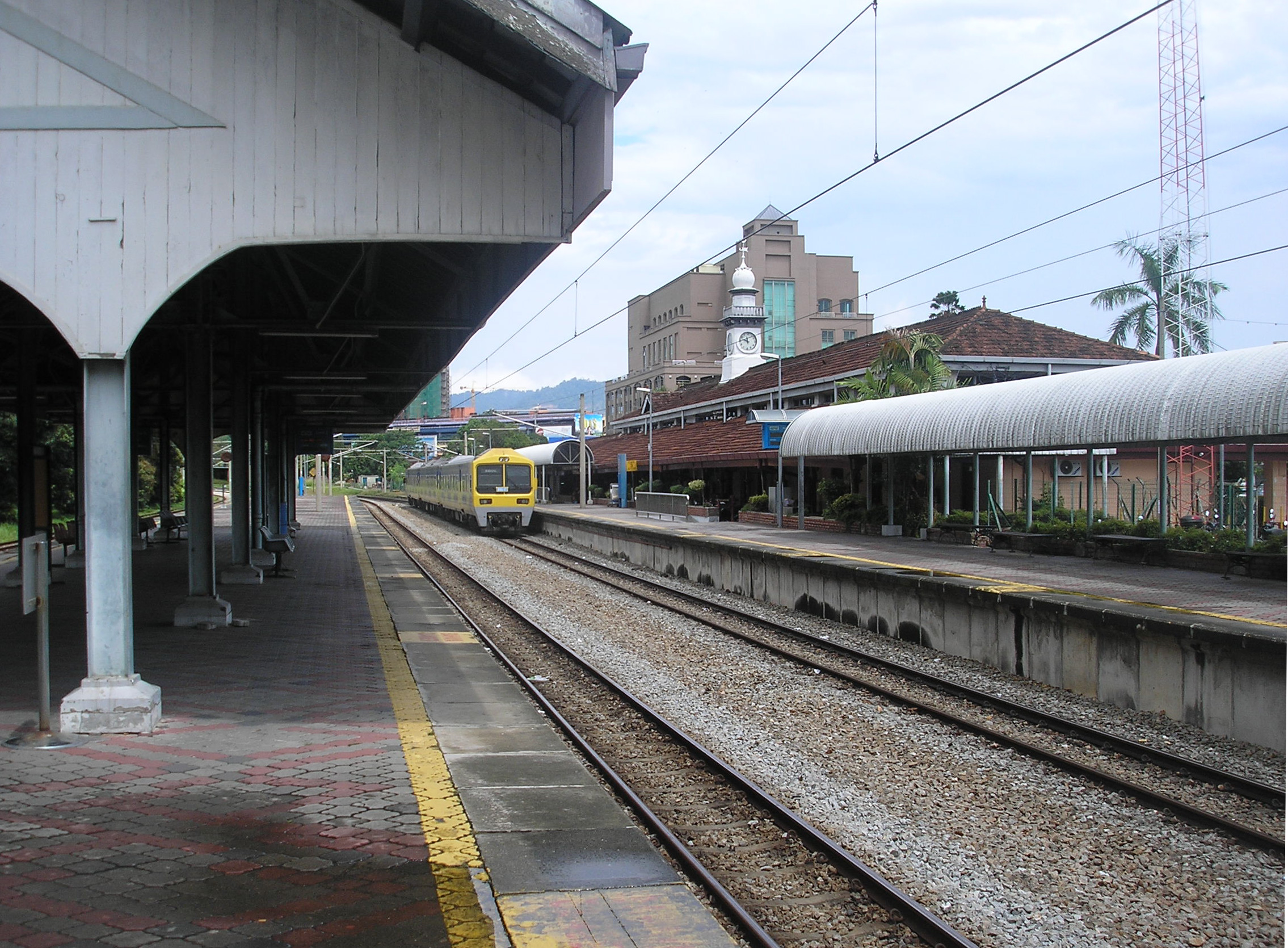
プラットホーム

単式ホーム1面1線、島式ホーム1面2線をもつ地上駅である。駅舎は北側にあり、単式ホームに面している。島式ホームとは構内の跨線橋で結ばれている。 
| 1 | ■KTMインターシティ（下り） | タンピン、グマス方面                             |
| 1 | 1 スレンバン線             | タンピン方面                                     |
| 2 | ■KTMインターシティ（上り） | KLセントラル、バターワース、パダン・ブサール方面 |
| 2 | 1 スレンバン線             | KLセントラル、バトゥ・ケーブス方面               |
| 3 | 未使用                     |                                                  |

## 駅周辺

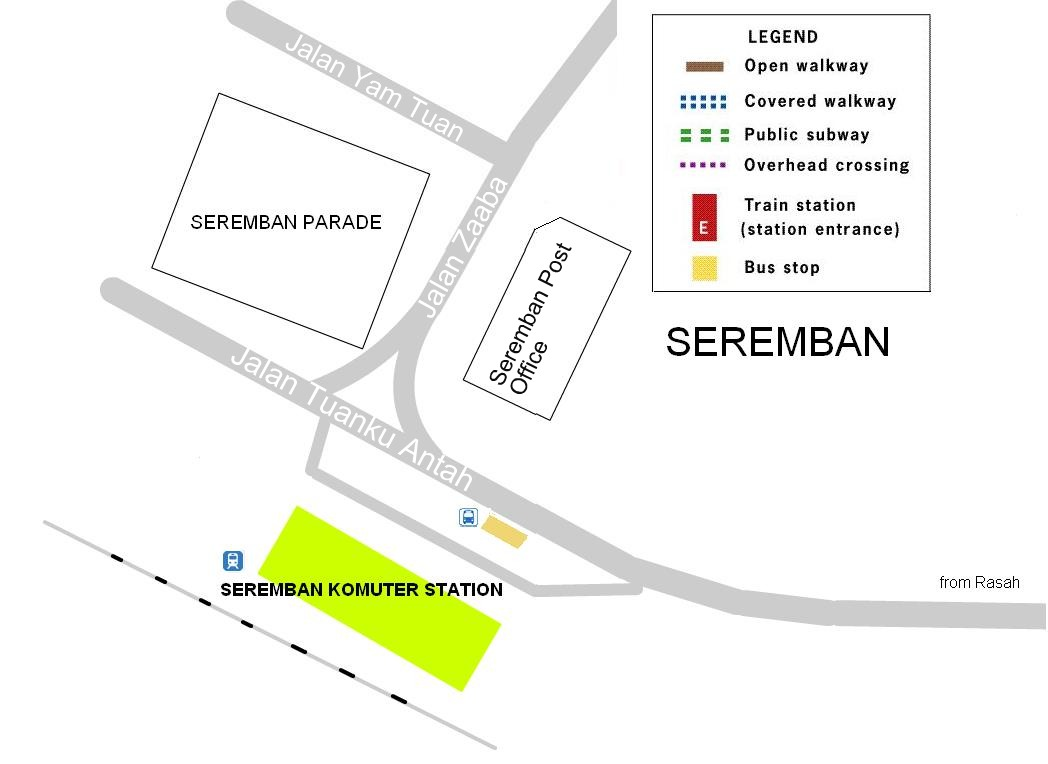
駅周辺地図

- スレンバン・プリマ（マレー語版）（Seremban Parade）
- スレンバン広場（Dataran Seremban）
- スレンバン市役所
- スレンバン評議会（英語版、マレー語版）
- タマン・タシク・スレンバン（マレー語版）
- キング・ジョージ5中学校（英語版、マレー語版）
- ラハン小学校（マレー語版）

## 隣の駅
マレー鉄道
ウエスト・コースト線
ETSゴールド（ETS Gold）
カジャン駅 - スレンバン駅 - タンピン駅
1 スレンバン線
チロイ駅 (KB12) - スレンバン駅 (KB13) - スナワン駅 (KB14)
ポート・ディクソン支線（旅客営業無し）
スレンバン駅 - シリアウ駅